# 1979-es magyar birkózóbajnokság
Az 1979-es magyar birkózóbajnokság a hetvenkettedik magyar bajnokság volt. A kötöttfogású bajnokságot május 19. és 20. között rendezték meg Székesfehérváron, az Építők sportcsarnokában, a szabadfogású bajnokságot pedig május 25. és 26. között Miskolcon, a Városi Sportcsarnokban.

## Eredmények

### Férfi kötöttfogás
| Versenyszám | Arany                               | Arany | Ezüst                          | Ezüst | Bronz                          | Bronz |
| ----------- | ----------------------------------- | ----- | ------------------------------ | ----- | ------------------------------ | ----- |
| 48 kg       | Seres Ferenc Honvéd Szondi SE       |       | Sudár Antal EVIG SE            |       | Sudár István Bp. Honvéd        |       |
| 52 kg       | Rácz Lajos Honvéd Szondi SE         |       | Tiger Tibor Ganz-MÁVAG VSE     |       | Kozics István Honvéd Szondi SE |       |
| 57 kg       | Doncsecz József Vasas SC            |       | Molnár Gyula Ganz-MÁVAG VSE    |       | Tóth Gábor Bp. Honvéd          |       |
| 62 kg       | Tóth István Ganz-MÁVAG VSE          |       | Lakatos András Eger SE         |       | Sipeki István Eger SE          |       |
| 68 kg       | Réczi László Kiskunfélegyházi Vasas |       | Gaál Károly BVSC               |       | Németh Géza Bp. Honvéd         |       |
| 74 kg       | Kocsis Ferenc Ganz-MÁVAG VSE        |       | Toma Mihály Vasas SC           |       | Vámos Péter Honvéd Szondi SE   |       |
| 82 kg       | Csapó Antal BVSC                    |       | Kappesz Sándor Ferencvárosi TC |       | Juhász József Diósgyőri VTK    |       |
| 90 kg       | Növényi Norbert Újpesti Dózsa       |       | Fodor János Ferencvárosi TC    |       | Molnár Gábor Vasas SC          |       |
| 100 kg      | Gáspár Tamás Ferencvárosi TC        |       | Farkas József Vasas SC         |       | Bodó Antal Bp. Honvéd          |       |
| +100 kg     | Rovnyai János MTK-VM                |       | Nagy József Eger SE            |       | Tóth László Újpesti Dózsa      |       |

### Férfi szabadfogás
| Versenyszám | Arany                          | Arany | Ezüst                        | Ezüst | Bronz                              | Bronz |
| ----------- | ------------------------------ | ----- | ---------------------------- | ----- | ---------------------------------- | ----- |
| 48 kg       | Gyulai Mihály Ferencvárosi TC  |       | Bíró László Ferencvárosi TC  |       | Seres Imre Honvéd Szondi SE        |       |
| 52 kg       | Szabó Lajos Diósgyőri VTK      |       | Gazdag Ferenc Pécsi MSC      |       | Migléczi János Diósgyőri VTK       |       |
| 57 kg       | Szalontai Imre Diósgyőri VTK   |       | Németh Sándor Csepel SC      |       | Gál Henrik Ferencvárosi TC         |       |
| 62 kg       | Szalontai Zoltán Diósgyőri VTK |       | Orbán József Bp. Honvéd      |       | Kiss Sándor Bp. Spartacus          |       |
| 68 kg       | Katz Lajos Csepel SC           |       | Borbola Imre Ferencvárosi TC |       | Jászkai Imre Diósgyőri VTK         |       |
| 74 kg       | Fehér István Ferencvárosi TC   |       | Kocsis János Bp. Honvéd      |       | Vígh Péter Ferencvárosi TC         |       |
| 82 kg       | Kovács István Csepel SC        |       | Nagy Lajos Csepel SC         |       | Deák András Diósgyőri VTK          |       |
| 90 kg       | Molnár Géza Bp. Honvéd         |       | Kiss István Bp. Honvéd       |       | Petrezselyem Antal Ferencvárosi TC |       |
| 100 kg      | Netz István Újpesti Dózsa      |       | Csikós Ferenc Szegedi VSE    |       | Robotka István Bp. Honvéd          |       |
| +100 kg     | Balla József Ferencvárosi TC   |       | Szemerédi Péter Haladás VSE  |       | Kudelász István Csepel SC          |       |